# Öppen affärsmodell
Öppen affärsmodell är en affärsmodell beskriver hur en verksamhet ska verka. Verksamheter som anammar en öppen affärsmodell använder ofta:
- Öppen innovation — Innoverar nya varor/tjänster med öppenhet
- Öppen källkod — Producerar och nyttjar varor/tjänster baserade på öppen teknik/material
- Öppet innehåll — Producerar och nyttjar innehåll (text, bild, film etc) som är öppet
- Öppen data — Producerar och nyttjar data (fakta, information etc) som är öppen
- Öppen standard — Skapar och nyttjar standard som är öppen

Dessa öppna beståndsdelar, själva eller tillsammans med andra beståndsdelar (öppna såsom icke öppna), bildar tillsammans en öppen affärsmodell. En affärsmodellen är öppnare desto fler öppna beståndsdelar affärsmodellen består av.